# Henrik Metz
Henrik Metz (* 1948) ist ein dänischer Pianist, Organist und Cembalospieler in den Bereichen des Jazz und der klassischen Musik.
Metz studierte von 1967 bis 1973 klassisches Piano an der Universität Kopenhagen bei Arne Skjold Rasmussen. Seit 1970 arbeitet er als Pianist u. a. für das dänische Radio und das Königliche Theater in Kopenhagen. Er war außerdem als Begleitmusiker von Sängern wie Tina Kiberg, Bente Wist und Kurt Westi sowie als Kammermusiker am Cembalo mit verschiedenen Ensembles tätig, wie mit dem Fredericksberg Barock-Ensemble. Im Bereich des Jazz arbeitete er u. a. mit Fredrik Lundin und Niels-Henning Ørsted Pedersen, mit denen er 1992 im Trio ein Jazz-Album aufnahm; es erschien unter dem Titel Fredrik Metz auf dem Label Music Mecca. Metz lebt und arbeitet in Kopenhagen.